# Gomila, Mirna
Gomila je naselje v občini Mirna.
Gomila je razloženo naselje, ki stoji pretežno v dolini ob cesti in železnici Trebnje – Sevnica. Na zahodni strani naselja se dviga Brezovški hrib z njivami, na južni Petelinjek (320 m) z mešanim gozdom, na vzhodu nekoliko višji Irsovec (370 m), na severu pa Mirnski hrib (390 m). Na Gomili je grobišče iz halštatskega časa, k naselju pa spadajo tudi okoliški zaselki: na severu, kjer se od ceste na Mirno odcepi cesta proti Veliki Loki je Rogovila ali po domače Pri Majcnu, na jugozahodu ob cesti proti Trebnjemu je Trjavec, na jugovzhodu  pa je v stranski Lanšpreški dolini Lanšprež. Prst je peščena ilovica, pod cesto so njive Polje, kraj železniške postaje pa so travniki Špaceljni, ki sežejo do Rogovile. Pri Trjavcu izvirata Petelinjek in Studenec, pri Lanšprežu potok Prhavca, malo više Poltar, hiše v naselju pa so se v preteklosti oskrbovale s talno vodo.  V Irsovcu je dnevni kop kremenčevega peska. 
V Lanšprežu je leta 1784 umrl Peter Pavel Glavar, gospodarstvenik in mecen, ki je graščino kupil od grofa Alojza Turjaškega, se tja preselil leta 1766 in se posvetil čebelarstvu. Leta 1944 so Nemci med ofenzivo ob potoku, ki priteče po Lanšpreški dolini, ustrelili več domačinov.